# Komárov (Słowacja)
Komárov – wieś (obec) na Słowacji położona w kraju preszowskim, w powiecie Bardejów. Pierwsze wzmianki o miejscowości pochodzą z roku 1355.
Według spisu ludności z dnia 21 maja 2011, wieś zamieszkiwało 430 osób.